# Gansurhinus qingtoushanensis
Il gansurino (Gansurhinus qingtoushanensis) è un rettile estinto, appartenente ai captorinidi. Visse nel Permiano medio (circa 272 - 268 milioni di anni fa) e i suoi resti fossili sono stati ritrovati in Cina. 

## Descrizione
Questo captorinide era di medie dimensioni e si suppone che potrebbe aver raggiunto il metro di lunghezza. Era caratterizzato dalla presenza di un lungo diastema nella mascella, tra il singolo dente anteriore e la parte posteriore con numerose file di denti. Al contrario di altre forme simili (i moradisaurini), Gansurhinus era dotato di cinque file di denti sulle piastre dentarie delle ossa dentale (mandibola) e mascellare (mascella). I singoli denti erano dotati di un margine simile a una cuspide sulla parte posteriore della corona dentaria. Come tutti i suoi simili, anche Gansurhinus potrebbe essere stato un rettile abbastanza tozzo, con quattro brevi arti posti ai lati del corpo.

## Classificazione
Questo animale è noto grazie a fossili ben conservati ritrovati nella formazione Xidagou, nella zona di Dashankou (Cina). I fossili hanno permesso di determinare l'appartenenza di Gansurhinus ai moradisaurini, un gruppo di rettili captorinomorfi dotati di file di denti parallele lungo il palato. La presenza di questo animale nel Permiano medio dell'Asia centromeridionale suggerisce che i cambiamenti paleogeografici durante il Permiano portarono il territorio attualmente costituito dalla Cina a divenire una grande penisola, la Pangea, permettendo a questi antichi rettili di estendere i loro areali geografici anche in questa regione del supercontinente paleozoico.